# When His Ship Came In
When His Ship Came In è un cortometraggio muto del 1914 diretto da Tom Santschi.

## Produzione
Il film fu prodotto dalla Selig Polyscope Company.

## Distribuzione
Distribuito dalla General Film Company, il film - un cortometraggio in due bobine - uscì nelle sale cinematografiche statunitensi il 9 novembre 1914.